# Elce della vecchia
Elce della vecchia è una frazione montana del Comune di Guardavalle, in provincia di Catanzaro, distante 8,09 km dal paese, con una trentina di persone. È raggiungibile da Guardavalle percorrendo la Strada provinciale 143. La strada provinciale 140 invece la collega a Santa Caterina dello Ionio.
La frazione nasce a seguito dell'alluvione del 1950, che aveva distrutto la frazione di Pietracupa a ridosso dell'alta valle della fiumara Assi.
Ad Elce della vecchia è stata edificata anche la chiesa di Maria SS. del Carmine con 350 parrocchiani.

## Economia
La frazione di Elce della vecchia ha una economia agricola e dedita alla produzione di legname, come la vicina contrada Zimbi, Vuturella (in dialetto locale "Nivera"). Nell'area vi è una zona pic nic. Viene praticata la caccia al cinghiale.

## Attività sportive

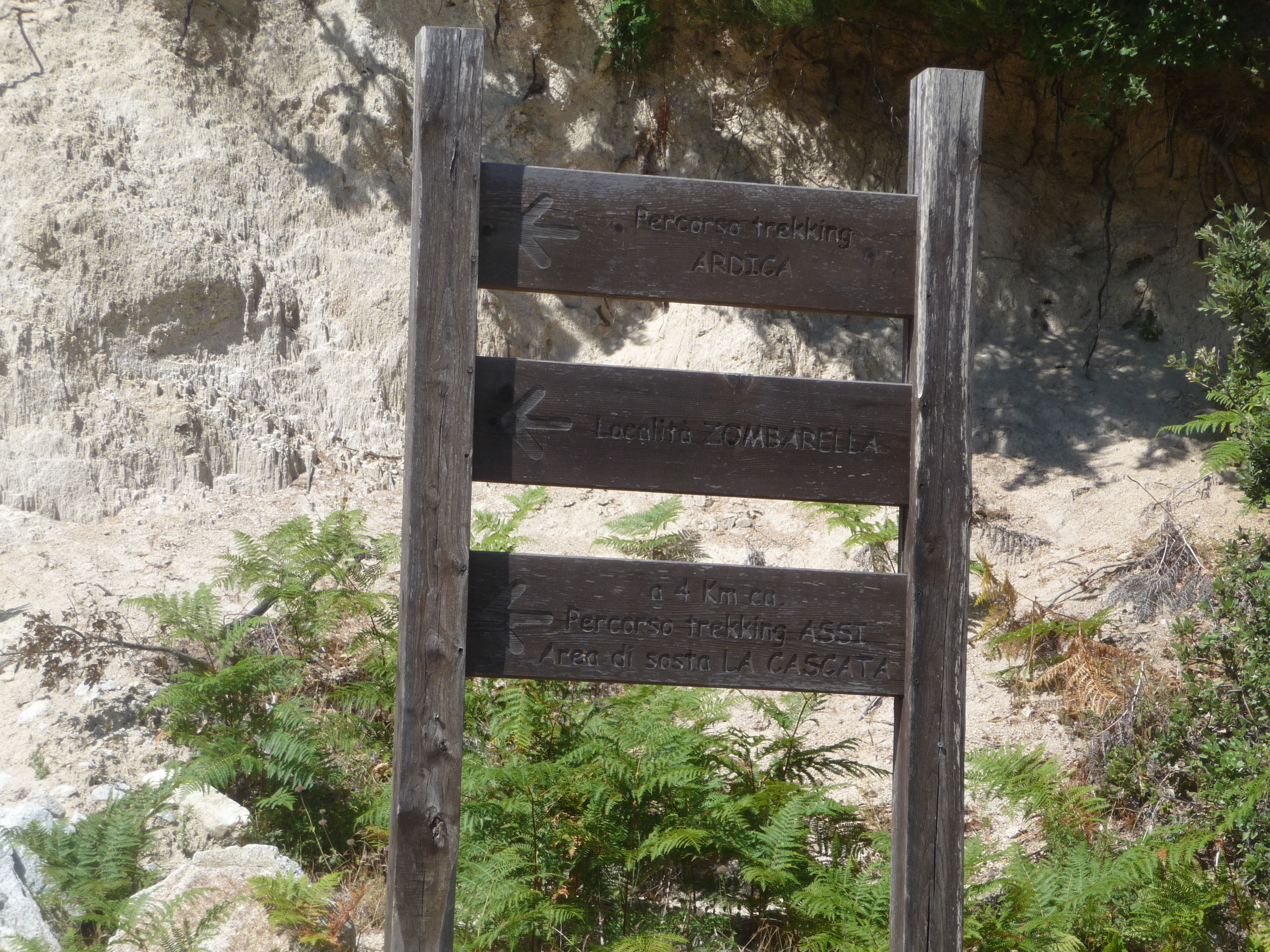
Sentieri escursionistici pietracupa (Guardavalle - CZ)

Nell'area sono stati creati dei sentieri escursionistici che permetto di visitare l'alta valle dell'Assi e di accedere alla Cascata di Pietracupa che dopo un salto di alcuni metri forma la cosiddetta Gurna di Pietracupa, un piccolo laghetto.
- Percorso escursionistico Ardica
- Percorso escursionistico Assi